# Ministop

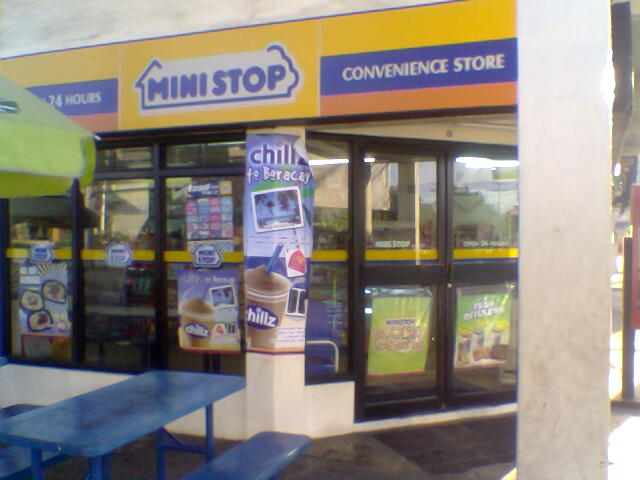

Ministop (яп. ミニストップ株式会社, мінісутоппу кабусікі-гайся) — японська мережа невеликих цілодобових магазинів, що входить до групи компаній ÆON Group. Складається з 3 514 магазинів, з них 1 493 розташовуються за кордоном. На відміну від більшості інших магазинів в Японії, в Ministop є кухня, де бутерброди q легкі закуски можуть приготувати на прохання покупця, а також зона відпочинку, де клієнти можуть перекусити. Продаються й звичайні товари: журнали, манга, безалкогольні напої, контрацептиви, онігірі та бенто; доступна оплата комунальних послуг, ксерокопіювання, купівля квитків на різноманітні заходи та зняття грошей через банкомат. Ministop має власну марку fastfood. Меню варіюється в залежності від сезону, типовий варіант включає хот-доги, бутерброди, холодні десерти, м'яке морозиво. З 2021 там продають котлету по-київськи. Є філії Ministop у Південній Кореї, В*єтнамі, Казахстані, на Філіппінах та у Китаї.

## Продукти
Доступні звичайні японські товари в магазинах, такі як журнали, комікси манги, безалкогольні напої, контрацептиви, онігірі; послуги включають оплату рахунків, ксерокопіювання, придбання квитків на заходи та доступ до банкоматів. Також Ministop має свій унікальний бренд швидкого харчування. Меню змінюється в залежності від сезону та періодичних акцій. Типовий вибір може включати хот-доги, сендвічі, заморожені десерти, такі як м’яке морозиво, каріман і чукаман — булочки в стилі Сіопао з різними начинками.

## Міжнародні операції
Ministop також працює на Філіппінах (під Robinson Malls), Китаї, В'єтнамі та Казахстані.

### Південна Корея
Перший магазин Ministop у Південній Кореї відкрився в листопаді 1990 року в Мокдоні як спільне підприємство з Daesang Corporation; Ministop викупив частку Daesang у цьому підприємстві у 2003 році. Станом на жовтень 2017 року в Ministop працювало 2418 магазинів.
У січні 2022 року Lotte Corporation придбала весь пакет акцій Ministop Korea Co. за 313,37 мільярда вон (263 мільйони доларів).

### Філіппіни
У грудні 2000 року японська мережа мінімагазинів Ministop потрапила на Філіппіни, яку привезли в країну Robinsons Retail Holdings, Inc. у партнерстві з Ministop Japan і Mitsubishi Corporation.
У січні 2022 року Robinsons Group повністю володіє бізнесом Ministop на Філіппінах з 460 філіями.